# Sheila Terry
Sheila Terry, de son vrai nom Kathleen Eleanor Mulheron,, est une actrice américaine née le 5 mars 1907 à Guelph en Ontario et morte le 19 janvier 1957 à New York (État de New York).

## Biographie
Le 4 juillet 1922, elle se marie à l‘acteur Roy Sedley, mais divorce 2 ans plus tard ; puis le 16 août 1928, elle épouse le major Laurence E. Clark, un riche banquier de New York. Elle divorce à nouveau à Los Angeles le 15 février 1934.
Après avoir étudié le théâtre à l'école Dickson-Kenwin du Canada à Toronto, une école affiliée à l'Académie royale de Londres, elle travaille comme professeur d'école dans le Minnesota de 1927 à 1929. 
En 1932, elle quitte le Minnesota pour tenter sa chance à Hollywood. Elle obtient très vite de petits rôles dans des productions importantes comme Le Harpon rouge de Howard Hawks et Je suis un évadé au côté de Paul Muni.
C’est également  en 1932 qu’elle tourne pour la première fois avec John Wayne dans Haunted Gold, partenaire qu’elle retrouvera dans Le Territoire sans loi et Sous le soleil d'Arizona, ses 3 seuls western.
En 1933, elle quitte Hollywood brièvement pour la scène new-yorkaise. 
Elle renoue avec le mariage en 1937 et épouse William Magee de San Francisco et,  à  sa mort,  elle se retire du show business en 1938, après avoir tenu une quarantaine de rôles sans jamais atteindre le statut d‘actrice de premier plan. Sa carrière cinématographique terminée, elle  travaille comme agent de presse à New York pendant 15 ans.
En janvier 1957, son corps est découvert dans son appartement du troisième étage par un ami et voisin Jerry Keating.
Le corps de  Sheila Terry git sur le plancher de la chambre, le dos appuyé contre le lit, « 5 tubes» et  leurs contenus , répandus sur le plancher à côté d'elle. On apprendra par ses amis qu’elle était revenue d’un voyage au Mexique quelques jours avant sa mort et qu'elle était malade à son retour.
Elle est enterrée sur Hart Island,  à New York.

## Filmographie
- 1932 : Crooner de Lloyd Bacon (non créditée)
- 1932 : Le Fantôme (Haunted Gold) de Mack V. Wright : Janet Carter
- 1932 : Lawyer Man de William Dieterle : Flo
- 1932 : Madame Butterfly de Marion Gering : Mme Pinkerton
- 1932 : Fils de Russie (Scarlet Dawn) de William Dieterle : Marjorie
- 1932 : Week-End Marriage de Thornton Freeland : Connie
- 1932 : À tour de brasses (You Said a Mouthful) de Lloyd Bacon : Cora Norton
- 1933 : Parachute Jumper de Alfred E. Green : la secrétaire de Weber
- 1933 : Private Detective 62 de Michael Curtiz : Mme Wright
- 1933 : Son of a Sailor de Lloyd Bacon : Genevieve
- 1933 : The House on 56th Street de Robert Florey : Dolly
- 1933 : La Soie écarlate (en) (The Silk Express) de Ray Enright : Paula Nyberg
- 1933 : Le Sphinx (The Sphinx) de Phil Rosen : Jerry Crane
- 1933 : Twenty Thousand Years in Sing Sing de Michael Curtiz : Babe Saunders
- 1934 : Sous le soleil d'Arizona (Neath the Arizona Skies) de Harry L. Fraser : Clara Moore
- 1934 : Rocky Rhodes de Alfred Raboch : Nan Street
- 1934 : Take the Stand de Phil Rosen
- 1934 : Le Territoire sans loi (The Lawless Frontier)  de Robert N. Bradbury : Ruby
- 1934 : When Strangers Meet de Christy Cabanne : Dolly
- 1935 : Rescue Squad de Spencer Gordon Bennet : Rose
- 1935 : Social Error de Harry L. Fraser : Sonia
- 1935 : Society Fever de Frank Strayer : Lucy Prouty
- 1936 : Bars of Hate de Al Herman : Ann Dawson
- 1936 : Go-Get-'Em, Haines de Sam Newfield : Jane Kent
- 1936 : Special Investigator de Louis King : Judy Taylor
- 1937 : A Girl's Best Years de Reginald Le Borg : Phyllis Rodgers
- 1937 : Fury Below de Harry L. Fraser : Claire Johnson
- 1938 : I Demand Payment de Clifford Sanforth : Rita Avery
- 1943 : A Scream in the Night de Fred Newmeyer : Edith Bentley